# Îles de Bettenty
Die Îles de Bettenty sind eine bewohnte Inselgruppe in der Region Fatick in Senegal. Die Inseln bilden unter dem Namen Îles de Betenti einen wesentlichen Bestandteil des UNESCO-Welterbes und Biosphärenreservats Saloum-Delta
Administrativ ist die Inselgruppe Teil der Gemeinde Toubacouta im Arrondissement de Toubacouta des Départements Foundiougne. Die Inseln werden umgeben von dem Wasser des Diombos im Norden, des Bandiala im Osten und Süden sowie vom flachen Küstenmeer des Atlantik im Westen. Der Bandiala trennt die Inseln vom Festland im Osten und von Toubacouta, dem Hauptort der Gemeinde, das am Ostufer mit Blick auf die Inseln liegt. Die Inselgruppe erstreckt sich unter Einschluss der sie gliedernden Wasserflächen über rund 242 km².
Nach dem Offiziellen Verzeichnis der Dörfer Senegals sind den Inseln von West nach Ost drei Dörfer zuzuordnen: Bettenty (5719), Bossinkang (1342) und Sippo (76). In Klammern sind die Einwohnerzahlen angegeben, von denen im Jahr 2013 ausgegangen wurde, zusammen sind es 7137. Jedem der Dörfer kann eine Insel zugeordnet werden: Île de Bettenty im Westen, Île de Bossinkang im Zentrum und als größte Insel Île de Sipo, die den Wald Forêt des Îles Bétanti trägt. Eingebettet sind die Ufer der Inselgruppe in Mangrovenwälder, die zwischen den Inseln nur Platz lassen für ein Netzwerk von kleineren und größeren Bolongs.
An der Nordostspitze der Inseln befindet sich Diorom Boumak, einer der namhaftesten Gräberhügel des UNESCO-Welterbes und Gegenstand archäologischer Grabungen, den die Unesco zum Anlass genommen hat, das Zentrum des Welterbes Saloum-Delta hierher zu verorten (13° 50′ 7″ N, 16° 29′ 55″ W).